# 안산디자인문화고등학교
안산디자인문화고등학교(安山디자인文化高等學校)는 대한민국 경기도 안산시 상록구 본오동에 있는 사립 고등학교이다.

## 학교 연혁
- 1993년 3월 1일 : 안산여자상업고등학교 개교
- 1993년 3월 1일 : 초대 이창용 교장 취임
- 1993년 3월 2일 : 1993학년도 신입생 입학. 상업과(2), 정보처리과(4) 계 6학급 288명 입학
- 1994년 1월 18일 : 학교법인 은천학원으로 법인명 변경
- 1994년 1월 18일 : 초대 이사장 김길환 박사 취임
- 1995년 3월 1일 : 안산여자정보산업고등학교로 교명 변경
- 1996년 2월 14일 : 제1회 졸업식(280명)
- 1998년 4월 22일 : 은천체육관 및 키움관 준공
- 2002년 3월 1일 : 안산여자정보고등학교로 교명변경
- 2005년 7월 18일 : 미도관 준공
- 2006년 3월 1일 : 제2대 김기홍 이사장 취임
- 2010년 11월 26일 : 은천도서관 신축(키움관 5층)
- 2011년 3월 1일 : 안산디자인문화고등학교로 교명 변경(남여공학)
- 2011년 3월 1일 : 학과개편 미디어콘텐츠과(4), 인터넷비지니스과(3), 공연콘텐츠과(2), 시각디자인과(2), 패션섬유디자인과(2) 계 13학급 총 39학급
- 2013년 4월 22일 : 은천 기념관 개관 및 개교 20주년
- 2016년 3월 1일 : 패션섬유디자인과 학과명 변경 패션디자인과
- 2018년 5월 29일 : 경기도형 도제학교 선정
- 2020년 3월 2일 : 인터넷비지니스과가 스마트경영과로 학과개편
- 2022년 3월 1일 : 제7대 민형기 교장 취임
- 2023년 12월 21일 : 제29회 졸업식(253명, 누계 12,916명)
- 2024년 3월 4일 : 2024학년도 신입생 입학(243명)

## 설치 학과
- 시각디자인과
- 패션디자인과
- 공연콘텐츠과
- 미디어콘텐츠과
- 스마트경영과

## 참고 자료
- 안산디자인문화고등학교 - 한국교육학술정보원 학교알리미